# Monster (альбом Oomph!)
Monster — десятый студийный альбом немецкой группы Oomph!, выпущенный в 2008 году на лейбле Gun Records.
Первый сингл с альбома «Wach auf!» вышел 4 января 2008 года. Клип к нему вышел раньше, 14 декабря 2007 года, в виде проморолика к фильму «Чужие против Хищника: Реквием». Клип второго сингла «Beim ersten Mal tut’s immer weh» вышел 14 июля того же года; клип третьего сингла «Labyrinth» — 12 августа 2008 года. Клип к песне «Auf Kurs» вышел 12 ноября 2008 года, в то время как клип четвёртого сингла «Sandmann» — только 9 января 2009 года.
Сингл «Sandmann» был включён только в переиздание — в первой версии альбома он отсутствует.
Альбом занял восьмое место в немецком чарте.

## Список композиций
| №   | Название                                                                      | Длительность |
| --- | ----------------------------------------------------------------------------- | ------------ |
| 1.  | «Beim ersten Mal tut’s immer weh» (В первый раз всегда больно)                | 4:01         |
| 2.  | «Labyrinth» (Лабиринт)                                                        | 4:13         |
| 3.  | «6 Fuß tiefer» (Шестью футами глубже)                                         | 3:32         |
| 4.  | «Wer schön sein will, muss leiden» (Кто хочет быть красивым, должен страдать) | 3:04         |
| 5.  | «Die Leiter» (Лестница)                                                       | 3:50         |
| 6.  | «Lass mich raus» (Позволь мне выйти на свет)                                  | 4:20         |
| 7.  | «Revolution» (Революция)                                                      | 3:54         |
| 8.  | «Auf Kurs» (На пути)                                                          | 3:35         |
| 9.  | «Bis zum Schluss» (До самого конца)                                           | 4:04         |
| 10. | «In deinen Hüften» (Меж твоих бёдер)                                          | 3:48         |
| 11. | «Wach auf!» (Проснись)                                                        | 3:30         |
| 12. | «Geborn zu sterben» (Рождены, чтобы умереть)                                  | 3:41         |
| 13. | «Brich aus» (Сбеги)                                                           | 3:40         |

## Переиздание
| №   | Название                                                                      | Длительность |
| --- | ----------------------------------------------------------------------------- | ------------ |
| 1.  | «Beim ersten Mal tut’s immer weh» (В первый раз всегда больно)                | 4:01         |
| 2.  | «Labyrinth» (Лабиринт)                                                        | 4:13         |
| 3.  | «6 Fuß tiefer» (Шестью футами глубже)                                         | 3:32         |
| 4.  | «Wer schön sein will, muss leiden» (Кто хочет быть красивым, должен страдать) | 3:04         |
| 5.  | «Sandmann» (Песочный человек)                                                 | 3:50         |
| 6.  | «Die Leiter» (Лестница)                                                       | 3:50         |
| 7.  | «Lass mich raus» (Позволь мне выйти на свет)                                  | 4:20         |
| 8.  | «Revolution» (Революция)                                                      | 3:54         |
| 9.  | «Auf Kurs» (На пути)                                                          | 3:35         |
| 10. | «Bis zum Schluss» (До самого конца)                                           | 4:04         |
| 11. | «In deinen Hüften» (Меж твоих бёдер)                                          | 3:48         |
| 12. | «Wach auf!» (Проснись)                                                        | 3:30         |
| 13. | «Geborn zu sterben» (Рождены, чтобы умереть)                                  | 3:41         |
| 14. | «Brich aus» (Сбеги)                                                           | 3:40         |

## Синглы
- «Wach auf!»
- «Beim ersten Mal tut’s immer weh»
- «Labyrinth»
- «Sandmann (в переиздании)»

## Клипы
- «Wach auf!»
- «Beim ersten Mal tut’s immer weh»
- «Labyrinth»
- «Auf Kurs»
- «Sandmann»

## Бисайды
- «Unter deiner Haut» (Под твоей кожей) — бонус-трек, присутствовавший на премиум-сингле Labyrinth Müller ltd. (3:45)
- «Ich will dich nie mehr sehn» (Я не хочу тебя больше видеть) — бонус-трек, присутствовавший на премиум-сингле Labyrinth Amazon.de ltd. (3:42)
- «Du lügst» (Ты лжёшь) — бонус-трек премиум-сингла Sandmann, распространявшийся через iTune (2:50)